# História de Tonga
Evidencias arqueológicas mostram que os primeiros colonos de Tonga chegaram navegando das Ilhas De Santa Cruz (oceano pacífico) nas primeiras migrações do povo ancestral conhecido como Lápita (Os descendentes diretos desse povo hoje são os aborígines) para a polinésia em 1500 a.C.
Os Lápitas eram um povo avançado, viviam da pesca e da horticultura, navegavam e produziam cerâmica. Esse povo viveu e se reproduziu durante 1000 anos nas ilhas de Tonga, Samoa, e Fiji, antes de novos exploradores descobrirem as Marquesas, o Taiti e o restante das ilhas do Pacífico Sul.
Por esses motivos Tonga, Samoa e Fiji são conhecidas como o “Berço da cultura e civilização da polinésia”.
No século XII os tonganeses criaram um rede de interação, composta por aventureiros, guerreiros e navegadores, essa rede ficou conhecida como Tu’i Tonga, ou Império de Tonga, que foi um poderoso império e conquistou muitas ilhas vizinhas de Niue até Tikopia.
No Século XVII uma guerra civil eclodiu em Tonga. Foi nessa época que os primeiros europeus chegaram, começando em 1616 com a dupla Willem Schouten e Jacob Le Maire, navegadores holandeses que descobriram uma rota para as ilhas do pacifico e depois publicaram suas aventuras num diário. Em 1643 o descobridor da Tasmânia e da Nova Zelândia, Abel Tasman, passou pelas ilhas de Tongatapu e Há’pai. Um século depois, em 1773 Tonga foi visitada pelo Ilustre Capitão Cook, descobridor da Austrália e do Havaí. Os primeiros missionários passaram por lá em 1797, e em 1822 o metodista Lawry Buller ajudou a converter os tonganeses em metodistas.
Em 1845 Tonga foi unida ao Reino da Polinésia pelo ambicioso rei Taufa’Ahau conhecido também como rei George Tupou I (o primeiro rei de Tonga). Em 1875 com a ajuda de um missionário inglês chamado Shirley Baker o rei George declarou Tonga uma monarquia constitucional e nomeou Shirley Baker seu primeiro-ministro. Tonga adotou o estilo real europeu, criou um código de lei e limitou o poder dos chefes tribais.
Em 18 de maio de 1900 Tonga se tornou um protetorado britânico sob um tratado de amizade. Tonga só foi conquistar sua independência em 1970 quando o tratado de amizade chegou ao fim e Tonga deixou de ser território britânico. Tonga entrou para as Nações Unidas em 1999.
Mesmo quando exposta a forças colonizadoras, Tonga sempre teve um rei nativo de ascendência indígena, fato que faz de Tonga única no pacifico e que orgulha muito os tonganeses e os faz confiar no seu sistema de governo.
Tonga é até hoje uma monarquia constitucional.